# Vlielander
Vlielander is de naam van een Nederlandse familie die in 1973 werd opgenomen in het Nederland's Patriciaat.

## Geschiedenis
De stamreeks begint met Andries Ariensz. Vlielander die rond 1619 geboren werd, bakker was te Spijkenisse en overleed na 17 november 1675. Zijn kleinzoon Huijbrecht (circa 1672-1730) was de eerste bestuurder in de familie.
In het begin van de 19e eeuw verwierf Benjamin Vlielander (1778-1859) de heerlijkheid Rockanje. Via een dochter ging deze over op de familie Hein. Daarop vroegen twee kleinzonen van Benjamin Vlielander naamswijziging aan en verkregen vervolgens de familienamen Vlielander Hein (1850) en Faijan Vlielander Hein (1894).

## Enkele telgen
Huijbrecht Vlielander (circa 1672-1730), heemraad van de polder Zuidland
- Cornelis Vlielander (1698-1771), schepen van Zuidland, heemraad van de polder Zuidland
  - Hendrik Vlielander (1739-1809), dijkgraaf polder Oud-Schuddebeurs, heemraad polder Zuidland
    - Benjamin Vlielander (1778-1859), heer van Rockanje, schout en secretaris van Zuidland, burgemeester van Rockanje; trouwde in 1805 Maria Faijan
      - Maria Johanna Magdalena Faijan Vlielander (1813-1861); trouwde in 1835 Johan Wilhelm Hein, heer van Rockanje (1804-1880), lid gemeenteraad van Brielle, lid provinciale staten van Zuid-Holland, lid van de Eerste Kamer der Staten-Generaal, dijkgraaf van Voorne
        - mr. Benjamin Marius Vlielander Hein, heer van Rockanje (1838-1919), (naamstoevoeging K.B. d.d. 12 sept. 1850, nr. 57), stamvader van de tak Vlielander Hein
        - Carel Servaas Faijan Vlielander Hein (1846-1900), (naamstoevoeging K.B. d.d. 26 mei 1894, nr. 49), stamvader van de tak Faijan Vlielander Hein

    - Arie Vlielander, heer van Nieuwenhoorn (1793-1872), garde d'honneur, rentmeester van de ambachtsheerlijkheid Cromstrijen, burgemeester van Numansdorp, Klaaswaal en Zuid-Beijerland, lid provinciale staten van Zuid-Holland, dijkgraaf van Numanspolder; trouwde in 1815 Jakoba Martina Keizer (1797-1854)
      - Jan Keizer Vlielander (1819-1887), secretaris van Numansdorp, majoor rustende schutterij
      - Hendrik Kornelis Vlielander (1823-1883), notaris te Hellevoetsluis
        - Adriaan Vlielander, heer van Nieuwenhoorn (1857-1920)

      - Rebekka Adriana Johanna Vlielander (1824-1904); trouwde in 1847 met Petrus Marius Collard (1817-1858), luitenant-ter-zee 1e klasse, Ridder Militaire Willems-Orde
      - Benjamin Vlielander (1828-1901), rentmeester ambachtsheerlijkheid Cromstrijen, wethouder van Numansdorp, lid provinciale staten van Zuid-Holland, dijkgraaf van Numanspolder
        - Magdalena Maria Johanna Vlielander (1864-1941); trouwde in 1901 Gerrit Jan Bertinus ter Kuile (1864-1933), burgemeester van Mijnsheerenland
        - Arie Vlielander (1868-1903), rentmeester ambachtsheerlijkheid Cromstrijen
          - Johanna Maria Cornelia Vlielander (1898); trouwde in 1923 prof. dr. Henri Johan Flieringa (1891), buitengewoon hoogleraar oogheelkunde te Universiteit Utrecht
          - Arie Benjamin Hendrik Vlielander, heer van Nieuwenhoorn (1903-1990), rentmeester ambachtsheerlijkheid Cromstrijen, oud-plaatsvervangend dijkgraaf waterschap De Dijkring Hoeksche Waard, Ridder in de Orde van Oranje-Nassau
          - John Ary Ernest Vlielander (1935), rentmeester ambachtsheerlijkheid Cromstrijen, dijkgraaf waterschap De Dijkring Hoeksche Waard

        - Jan Vlielander (1870-1950), rentmeester ambachtsheerlijkheid Cromstrijen, burgemeester van Zuidland en Oudenhoorn, lid provinciale staten van Zuid-Holland,  Ridder in de Orde van de Nederlandse Leeuw

      - Adriana Jacoba Vlielander (1829-1911); trouwde in 1853 met Johannes Gerardus Wijbo Fijnje (zich noemende Fijnje van Salverda) (1822-1900), hoofdingenieur-directeur Mij. tot exploitatie van staatsspoorwegen, voorzitter Raad van toezicht op de spoorwegdiensten, raadadviseur voor de zaken van waterstaat en spoorwegen, lid Raad van bestuur Koninklijk Instituut van Ingenieurs, lid gemeenteraad van 's-Gravenhage